# 皇侃
皇 侃（皇偘、おう がん、488年 - 545年）は、南朝梁の儒学者。呉郡呉県の出身。本貫は広陵郡江都県。

## 経歴
青州刺史の皇象の9世の孫にあたる。若くして学問を好み、賀瑒に師事し、その教えに全て通じて、とくに三礼・『孝経』・『論語』に明るかった。兼国子助教となり、講義をおこなうと、聴講する者は数百人に及んだ。『礼記講疏』50巻を編纂して奏上し、秘閣に所蔵された。ほどなく寿光殿に召し出されて『礼記』の解釈を講義すると、武帝の賞賛を受け、兼助教のまま員外散騎侍郎の位を受けた。毎日『孝経』を20遍暗誦して、『観世音経』に擬していた。母が死去すると、職を辞して郷里に帰り、喪に服した。邵陵王蕭綸がかれの学問を敬って、厚礼で迎えた。皇侃が蕭綸のもとに到着すると、心臓の病に悩むようになった。
大同11年（545年）夏、死去した。享年は58。著書に、何晏の『論語集解』を諸家の説を引いて更に詳細に解説した『論語義疏』10巻がある。『礼記講疏』とともに当時に重んじられた。また、これら以外にも『喪服文句義疏』『喪服問答目』『孝経義疏』等を撰したことが隋書経籍志に記されているが『論語義疏』以外は失われているということも記されている。

## 伝記資料
- 『梁書』巻48 列伝第42
- 『南史』巻71 列伝第61